# Краснобай
Краснобай — деревня в Косинском районе Пермского края России. Входит в состав Левичанского сельского поселения. Располагается юго-восточнее районного центра, села Коса. Расстояние до районного центра составляет 26 км. По данным Всероссийской переписи населения 2010 года, в деревне проживало 14 человек (8 мужчин и 6 женщин).

## История
До Октябрьской революции деревня Краснобай входила в состав Косинской волости.
В 1920 году в деревне открылась начальная школа. В 1920-х годах деревня входила в состав Левичевского сельсовета. По данным переписи населения 1926 года, в деревне насчитывалось 27 хозяйств, проживало 112 человек (50 мужчин и 62 женщины). Преобладающая национальность — коми-пермяки. В 1929 году деревня вошла в состав Багайского колхоза имени Кирова.
По данным на 1 июля 1963 года, в деревне проживало 83 человека. Населённый пункт входил в состав Левичанского сельсовета.